# 塔斯坎比亚 (阿拉巴马州)
塔斯坎比亚（英語：Tuscumbia），是美国阿拉巴马州下属的一座城市。面积约为8.75平方英里（约合22.65平方公里）。根据2010年美国人口普查，该市有人口8,423人，人口密度为963.07/平方英里（约合371.88/平方公里）。塔斯坎比亚是著名作家海伦·凯勒的故乡。